# Place Saint-Pierre (Parijs)
De Place Saint-Pierre is een plein en straat in de Franse hoofdstad Parijs. Het plein ligt in het Quartier de Clignancourt, in het 18e arrondissement.
Het plein bevindt zich aan de voet van de heuvel voor de Basilique du Sacré-Cœur op Montmartre en de Square Louise-Michel. Aan het plein bevindt zich ook het kunstmuseum in de Halle Saint-Pierre. Het is genoemd naar de nabijgelegen Église Saint-Pierre van Montmartre.

## Geschiedenis
Oorspronkelijk was dit een oneffen terrein, met aardehopen afkomstig van de graafwerken in de steengroeve van Montmartre.
In 1853 liet M. Piémontési, burgemeester van de toenmalige gemeente Montmartre, het terrein nivelleren en er een plein aanleggen.
Tijdens het Beleg van Parijs stegen van op de Place Saint-Pierre vier bemande ballons op met ballonpost, om door de vijandelijke linies rond de stad te breken:
- 23 september 1870: de Neptune, de 1ste ballon die Parijs kon ontsnappen
- 7 oktober 1870: de Armand-Barbès, met aan boord Eugène Spuller en Léon Gambetta

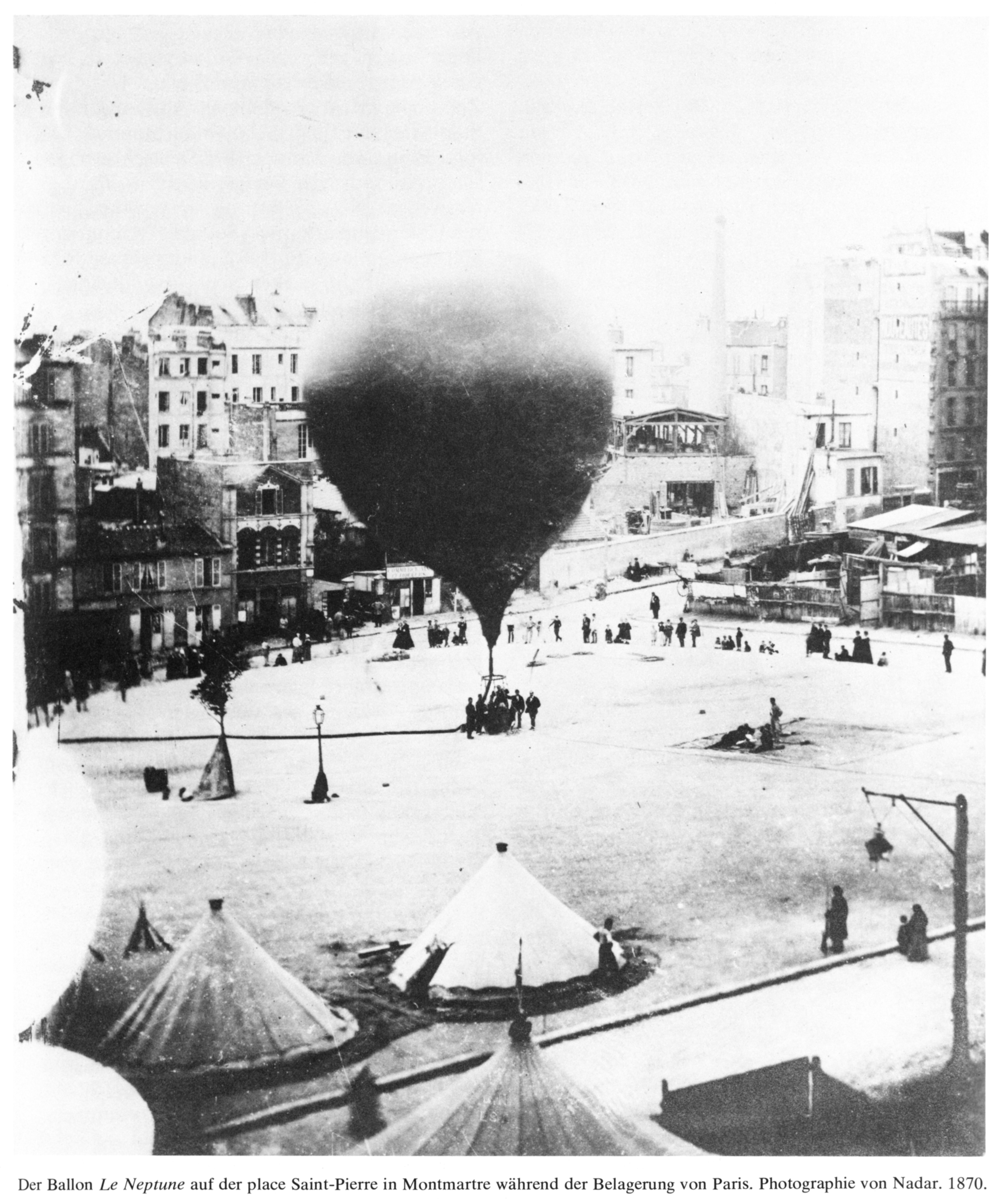
De Neptune op de Place Saint-Pierre in 1870, gefotografeerd door Nadar

- 7 oktober 1870: de George-Sand
- 12 oktober 1870: de Louis-Blanc